# Yeniköy (Yumurtalık)
Yeniköy (türkisch für Neudorf) ist ein Ortsteil (Mahalle) im Landkreis Yumurtalık der türkischen Provinz Adana mit 304 Einwohnern (Stand: Ende 2024). Im Jahr 2011 hatte Yeniköy 368 Einwohner.